# Carl Bergstedt (fabrikör)
Carl Bergstedt, ursprungligen Pehrsson, född 23 oktober 1833 i Axbergs socken i Örebro län död 12 mars 1918 i Maria Magdalena församling i Stockholm, var en svensk fabrikör vid ljus- och tvålfabriken Firma Lars Montén i Stockholm och Bromma. Han var delägare i fabriksfirman Lars Montén åren 1872-1918. Från omkring år 1900 var han bosatt i det Monténska huset på Sankt Paulsgatan 29 på Södermalm i Stockholm.

## Familjeförhållanden
Carl Bergstedt var son till bonden Pehr Carlson (1803-1874), född och död i Hässelby, Axberg, och Christina Stina Larsdotter (född 1811 i Ervalla). Fadern var bonde i Nävesta i Örebro län. Carl Bergstedt var bror till verkmästare Pehr Bergstedt (1848-1924), som också var anställd vid ljusfabriken Firma Lars Montén. Carl Bergstedt var gift två gånger. I giftet med sin första hustru Anna Olofsdotter hade han två döttrar, Anna Helena, född 1861 och Anna, född 1862. Efter att Anna Olofsdotter avlidit 1863 gifte han om sig med  Karolina (Lina) Kihlmark (1842-1892). I sitt andra gifte med Lina Kihlmark blev Carl Bergstedt far till tre barn, Carolina Christina Bergstedt, född 1866, Carl Oscar Bergstedt, född 1873 (han blev ingenjör) och Elsa Carolina Bergstedt, född 1877. Alla tre barnen var födda i Maria Magdalena församling i Stockholm.
Linas Kihlmarks far, Per Kihlmark (1812-1863), var gift två gånger, första gången med Charlotta Mineur och de fick tre barn, Lotten, Lina och Alf Kihlmark. Andra gången var han gift med Maria Elisabeth Strömberg (1814-1860) och de fick barnen Wilhelm Kihlmark och Agneta Kihlmark. Carls bror Pehr Bergstedt gifte sig 1879 med Linas yngre halvsyster Agneta Kihlmark (1859-1904) och fick fem barn. Agneta Kihlmark var dotter till Per Kihlmark i hans äktenskap med Maria Elisabeth Strömberg. De fem barnen, som alla var födda i Bromma, var Nanny, född 1880, Albrekt, född 1883, Gerda, född 1885, Tyra, född 1887 och Kerstin. Kerstin förblev ogift, Albrekt gifte sig men fick inga barn.
De båda bröderna Carl Bergstedt och Pehr Bergstedt och deras kusin Eric Bergstedt var systersonsöner till Lars Montén.  De kom till storstaden och arbetade i familjefirman, som blev mycket framgångsrik. Lars Monténs systerson Lars Bergstedt (född 1812) var den förste med namnet Bergstedt. Han anställdes och verkade hela sitt liv hos Firma Lars Montén. Liksom Lars Montén dog han barnlös.
Carl Bergstedt bodde elegant i Monténska huset på Sankt Paulsgatan 29 vid Mariatorget i Stockholm. Pehr Bergstedt köpte Ålstens gård i Bromma, som han ägde fram till början av 1920-talet.

## Firma Lars Montén & Co
Från år 1872 och ända till sin död 1918 var Carl Bergstedt delägare i firman Lars Montén.  Vid nitton års ålder, år 1852, flyttade Carl Bergstedt till Stockholm och började som lärling hos sin farmors bror, fabrikören och grosshandlaren Lars Montén, vid hans såpfabrik i Gamla Stan. Ägare till firman Lars Montén & Co var Carl Rosengrén och Eric Bergstedt, vilka var systersöner till fabrikören Lars Montén, som 1823 grundat Sveriges första såpfabrik. Han drev fabriker för stearinljustillverkning i Alvik, Bromma, och var ägare till Ålstens gård i Bromma åren 1892-1905. De släktingar som efter Monténs död övertog firman tog namnet Bergstedt.
1864 flyttades verksamheten till Alvik i Bromma, sedan såväl Alviks (1/4 mantal frälsesäteri) som Äppelvikens gårdar inköpts av Lars Montén. Här uppfördes en fabrik, vars tillverkning så gott som uteslutande koncentrerades på stearinljus. Detta är ett av de tidigaste exemplen på industriell utflyttning från Stockholm innerstad. Förbindelserna mellan Alvik och Stockholm underhölls med eget ångfartyg. År 1867 hade bryggaren och destillatorn Lars Fredrik Blackstadius sålt Äppelvikens gård till Lars Montén, som då var ljusfabrikör i Alvik. Lars Fredrik Blackstadius var bror till konstnären Johan Zacharias Blackstadius, som år 1856 målade en tavla som föreställer Äppelvikens gård och som nu finns på Stockholms stadsmuseum.
Tillverkningen av såpa stannade tills vidare på Sankt Paulsgatan 29 på Södermalm. Fabriken innefattade även ett omfattande tunnbinderi, som inte bara levererade tomkärl för egna behov utan också "snusfjerdingar och smördrittlar till försäljning".
På sin tid hade Carl Bergstedt varit ledare av Direktionen för Stockholms stads brandförsäkringskontor, Skandinaviens äldsta försäkringsbolag. Bland hans uppdrag märks vidare att han var deputerad i Stockholms Grosshandelssocietet, en sammanslutning av, i Stockholm bosatta, grosshandlare och skeppsredare, där grosshandlarna bildade en odelad "societet". De självskrivna deputerade var de ledamöter av societeten, som tillhörde borgerskapets femtio äldste, där 12 grosshandlare valdes in. Bergstedt tillhörde dessa och var en av Stockholms Borgerskaps Femtio Äldste.

## Ärvde Alviks och Äppelvikens gårdar 1872

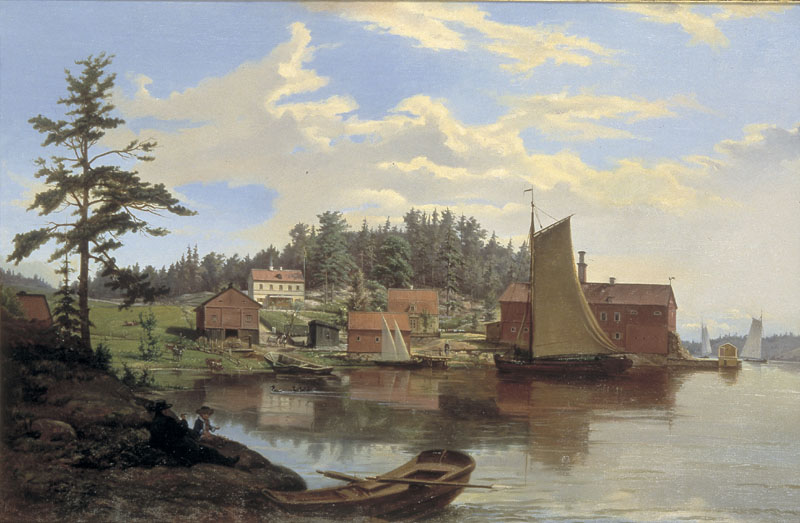
Äppelvikshamnen. Här syns Äppelvikens gård som den såg ut i mitten av 1800-talet. Stora Sjövillan syns till vänster. Till Äppelvikens gård flyttade bryggaren Lars Fredrik Blackstadius och började så småningom även att tillverka brännvin. Målningen av brodern Johan Zacharias Blackstadius (1816-1898) från 1856 finns på Stockholms stadsmuseum.

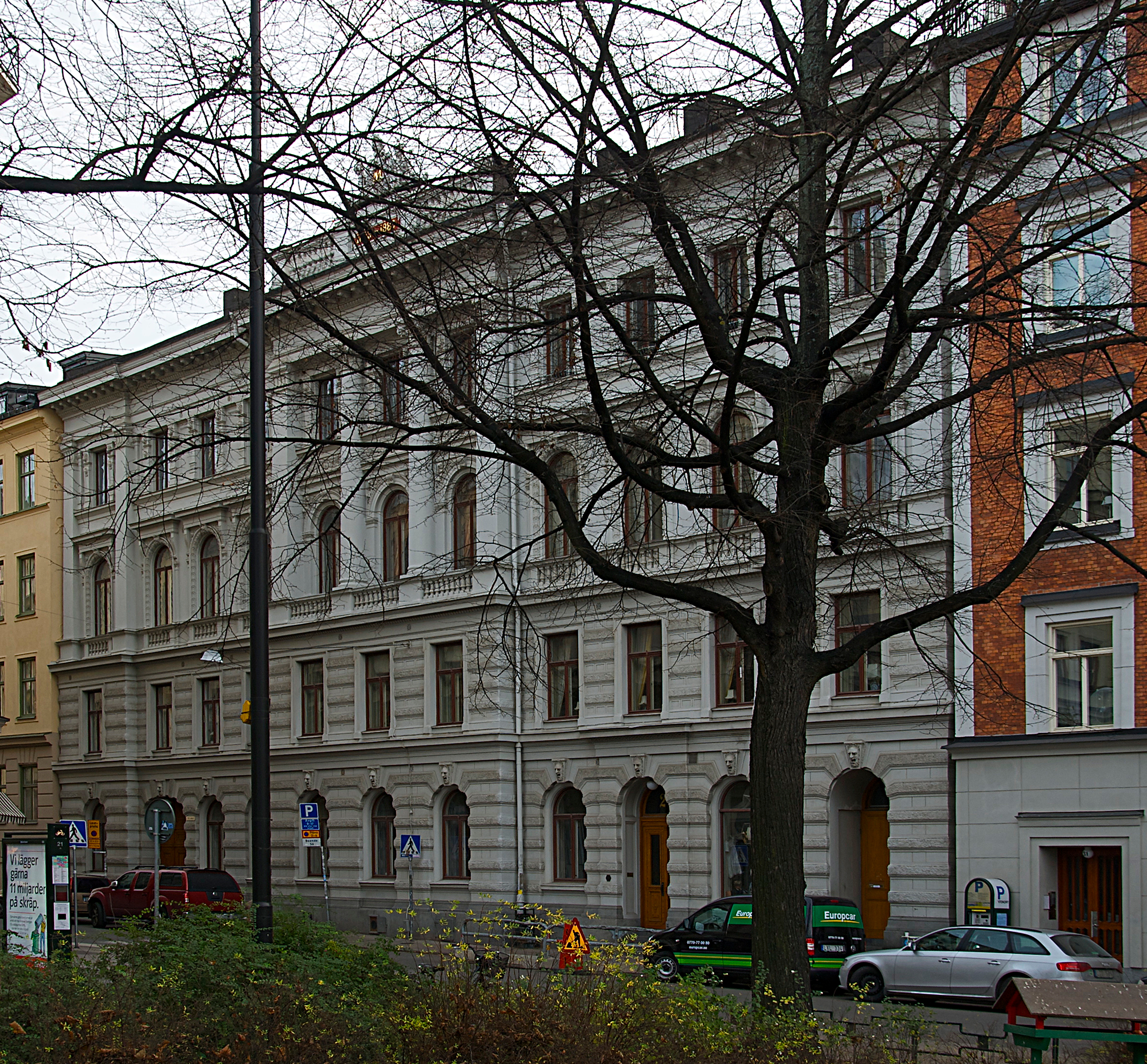
Monténska huset på Sankt Paulsgatan 29 vid Mariatorget på Södermalm i Stockholm, där Carl Bergstedt var bosatt åren 1900-1918.

1864 köpte Lars Montén såväl Alviks som Äppelvikens gårdar i Bromma. Lars Montén avled 1872. De båda gårdarna, Alviks gård och Äppelvikens gård, ärvdes 1872 av Monténs båda systersonsöner – kusinerna Carl Bergstedt och Eric Bergstedt. Carl använde under lång tid Alviks mangårdsbyggnad som sommarnöje. Han lät bygga nya ekonomibyggnader, stallar och ladugård på tomterna för Runda vägen nr 1-3-4-5 och 6. Det fanns betydande marker för åker och äng från mälarstranden vid Äppelviken upp mot Västerledstorget och vidare mot Alviksplan. 1908 såldes största delen av Alviks säteri till Stockholms stad. Undantagna var fabrikstomten vid stranden och mangårdsbyggnaden. År 1978 revs den så kallade Shantungskolan. Även detta hus byggdes av Montén och användes åren 1882-1936 som tunnbinderi. Man tillverkade laggkärl för tvål- och såpfabrikens produkter, men även smördrittlar och snuskaggar.
Carl Bergstedt var en av arvingarna till Lars Monténs tvålfabrik. Han bodde 1862 i Lilla Badstugatan 10 på Södermalm, samma adress som handelsbokhållare Carl August Montén.
Från omkring år 1900 bodde Carl i det Monténska huset på S:t Paulsgatan 29 på Södermalm i Stockholm. Tomten var inköpt 1832 av Lars Montén och ärvdes av Carl genom testamente 1872, då Lars Montén avled.
När Carl Bergstedt avled den 12 mars 1918 vid en ålder av drygt 84 år. Citat ur dödsrunor: "Fabrikören Carl Bergstedt, en af hufvudstadens mera kända industriidkare, afled på tisdagen i en ålder af 84 år och några månader. Han var bördig från Axberg i Örebro län. Han kom tidigt till hufvudstaden, där hans verksamhet sedan dess var oafbrutet knuten till firman Lars Montén Ljus- & Tvålfabrik, i hvilken han ända till sin död var delägare. Han var en af borgerskapets femtio äldste, innehafvare af k. serafimermedaljen och riddare af vasaorden. Anspråkslös och flärdfri, var Carl Bergstedt typen för en borgare af den gamla goda stammen. Hans egenskap af en self made man, hvilken genom eget arbete bragt sig upp till ekonomiskt välstånd, inverkade icke på hans egen uppfattning af lifvet och människorna och hans ursvenska konservativa kynne förenade sig med godheten hos en människovän." "Bergstedt har i 65 år tillhört Maria församling. har under ett kvartssekel tjänstgjort i Maria församlings fattigvårdstyrelse. Bergstedt lämnar efter sig minnet av en god husbonde och en pålitlig vän; vänlig och hjälpsam skall han därför saknas i vida kretsar. Närmast sörjes han af barn, barnbarn och barnbarnsbarn samt trogna tjänarinnor." 